# Gréa (Cameroun)
Pour les articles homonymes, voir Gréa.
Gréa est un village de l’Extrême-Nord du Cameroun situé à environ 7 km de la ville de Kolofata. Gréa, tout comme nombre de localités de l’Extrême-Nord camerounais, souffrent d'incursions armées de combattants de Boko Haram.

## Situation administrative et coordonnées géographiques
Proche de la frontière nigériane, Gréa est localisé dans la commune de Kolofata, département de Mayo-Sava, région d’Extrême-Nord.
Sur le plan géographique, le village de Gréa est situé à 11° 13′ 09″ latitude Nord et 14° 02′ 09″ longitude Est sur un rocher cumulant à 364 mètres d'altitude.
Quelques localités proches de Gréa: 
- Waouli    3,88 km
- Yazoulari    4,6 km
- Kordo    4,71 km
- Guederou    5,17 km
- Mayo Arkwa    5,53 km
- Brouwavare    5,69 km
- Poulatari    5,89 km
- Tanballam    6,21 km
- Kodogou    6,84 km
- Kolofata    6,88 km

## Population
En 2005, le village de Gréa comptait 1 361 habitants dont 697 de sexe féminin. La population est essentiellement de religion musulmane.

## Attaques terroristes
En août 2017, des combattants du groupe djihadiste Boko Haram ont mené une expédition punitive dans la localité de Gréa, où ils ont emporté plus de 600 bœufs. Cette attaque est intervenue a peine deux heures après la visite d’une patrouille de la Force Multinationale Mixte (FMM) au village de Gréa.
En mars 2015, l’armée camerounaise affirme avoir déjouer une attaque en préparation de Boko Haram sur ses positions dans l’Extrême-Nord, attaque qui visait essentiellement la ville de Kolofata et le village de Gréa.